# Winthemia infesta
Winthemia infesta är en tvåvingeart som först beskrevs av Samuel Wendell Williston  1885.  Winthemia infesta ingår i släktet Winthemia och familjen parasitflugor. Inga underarter finns listade i Catalogue of Life.